# Parapiptadenia blanchetii
Parapiptadenia blanchetii là một loài thực vật có hoa trong họ Đậu. Loài này được (Benth.) Vaz & M.P.Lima miêu tả khoa học đầu tiên.